# Cal Sol (Abella de la Conca)
Cal Sol és una masia del terme municipal d'Abella de la Conca, pertanyent al poble de Bóixols, al nord-est del municipi i situada a 1.265 metres d'altitud. És una masia conformada per l'habitacle principal, així com per 1 habitacle adjacent. L'edifici principal és un edifici de planta allargada de 78 m² feta de murs de pedra i fàbrica d'obra ceràmica, coberta de teula a dues vessants. És un edifici de planta baixa, i planta sota coberta a la seva part central.